# ليزوزيم
ليزوزيم (بالإنجليزية: lysozyme)‏ رقمه الكيميائي (EC 3.2.1.17) هو إنزيم يقوم بتسريع هدم جدار الخلايا الخاصة ببعض الجراثيم.

## الموقع
إنزيم ليزوزيم موجود في الكثير في الأنسجة ولكن بشكل مكثف يتواجد في الإفرازات الدمعية والأنفية واللعاب وفي الجلد. ويوجد أيضا بشكل كبير في بياض البيض غير المطهي.

## رد الفعل

رد فعل إنزيم ليزوزيم

يقوم إنزيم ليزوزيم بتحلل بعض الجراثيم وتحطيم جدران خلاياها، ويعمل من خلال قطع الصلة بين حمض أستيل موراميك، ومن حمض أستيل جلوكوزامين الذي يكون بتتابعه حمض الموراميك، مكون رئيسي للموكوبروتين الذي يعطي جدران خلايا الجراثيم جمودها، والليزوزيم هو أول إنزيم يكتشف تركيبه ثلاثي الأبعاد بواسطة الأشعة السينية من خلال تحليل الانعراج.

## الإستعمالات الأخرى
الليزوزيم مستخرج من بياض البيض ويتم استخدامه في الصناعات الزراعية الغذائية والدوائية ومستحضرات التجميل. الاستخدامات الزراعية الغذائية مرتبطة بخواص هذا الإنزيم كمادة حافظة وحاملة؛ كما يمكن استخدامه كإضافة في المنتجات الغذائية للأطفال وكبديل غذائي لمواد التحلية المستخدمة في الحمية الغذائية.
استخدام الليزوزيم في الصناعات الدوائية على العكس مرتبط بخواصه كمضاد حيوي ومضاد للالتهاب.

## وصلات اضافية
- Muramidase في المكتبة الوطنية الأمريكية للطب نظام فهرسة المواضيع الطبية (MeSH).

- "Lysozyme: enzyme, sequence, crystallization, structure". lysozyme.co.uk. مؤرشف من الأصل في 2018-12-24. اطلع عليه بتاريخ 2009-01-04.
- Proteopedia.org HEW Lysozyme
- JBdirectory: Lysozyme chloride